# 西山公園站 (昆明市)
西山公园站是昆明地铁3号线的地铁车站，位于中华人民共和国云南省昆明市西山区春雨路西山公园前段，为3号线西端终点站，于2017年8月29日开通。

## 车站结构
西山公园站位于春雨路西山公园前段，沿春雨路设置，呈南北走向，为地下两层侧式站台车站，车站长251.25米，车站地下一层为站厅层，地下二层为站台层，站台设置全高站台门。车站北侧设有一条单渡线，南侧设有一组交叉渡线，供列车折返使用。
| 地面              | 出入口 | A、B出入口 |
| 地下一层          | 站厅   | 客服中心、自动售票机、验票机                                                                                     |
| 地下二层          | 站台   | \| 側式 \| \| \| \| \| \| █ 3号线往东部汽车站（车家壁） \| \| \| \| █ 3号线落客 \| \| 側式 · 開右邊车门 \| \| \| |
| 側式              |        | |
|                   |        | █ 3号线往东部汽车站（车家壁）                                                                                    |
|                   |        | █ 3号线落客 |
| 側式 · 開右邊车门 |        | |

## 出入口
西山公园站共有2个出入口，各出口及周围设施如下所示：
| 编号                  | 地点                      | 建议前往的目的地   | 照片 |
| --------------------- | ------------------------- | ------------------ | ---- |
| 出口 · A              | 高蒋段                    | 西山风景区游客中心 |      |
| 出口 · B · 升降机标志 | 高蒋段、320国道老昆安公路 | 碧鸡关牌坊         |      |
| 註： 設有             |                           |                    |      |

## 接驳交通

### 公交车
- 高峣：6路，51路，94路，C26路，安宁K9路

## 车站历史
- 2016年1月28日，车站主体结构封顶[3]。
- 2017年8月29日，车站随3号线通车开通[1]。
- 2020年1月30日，受新冠疫情影响，车站暂停运营[4]。3月18日，车站恢复运营[5]。